# Erbsenbrunnen (Stuttgart)

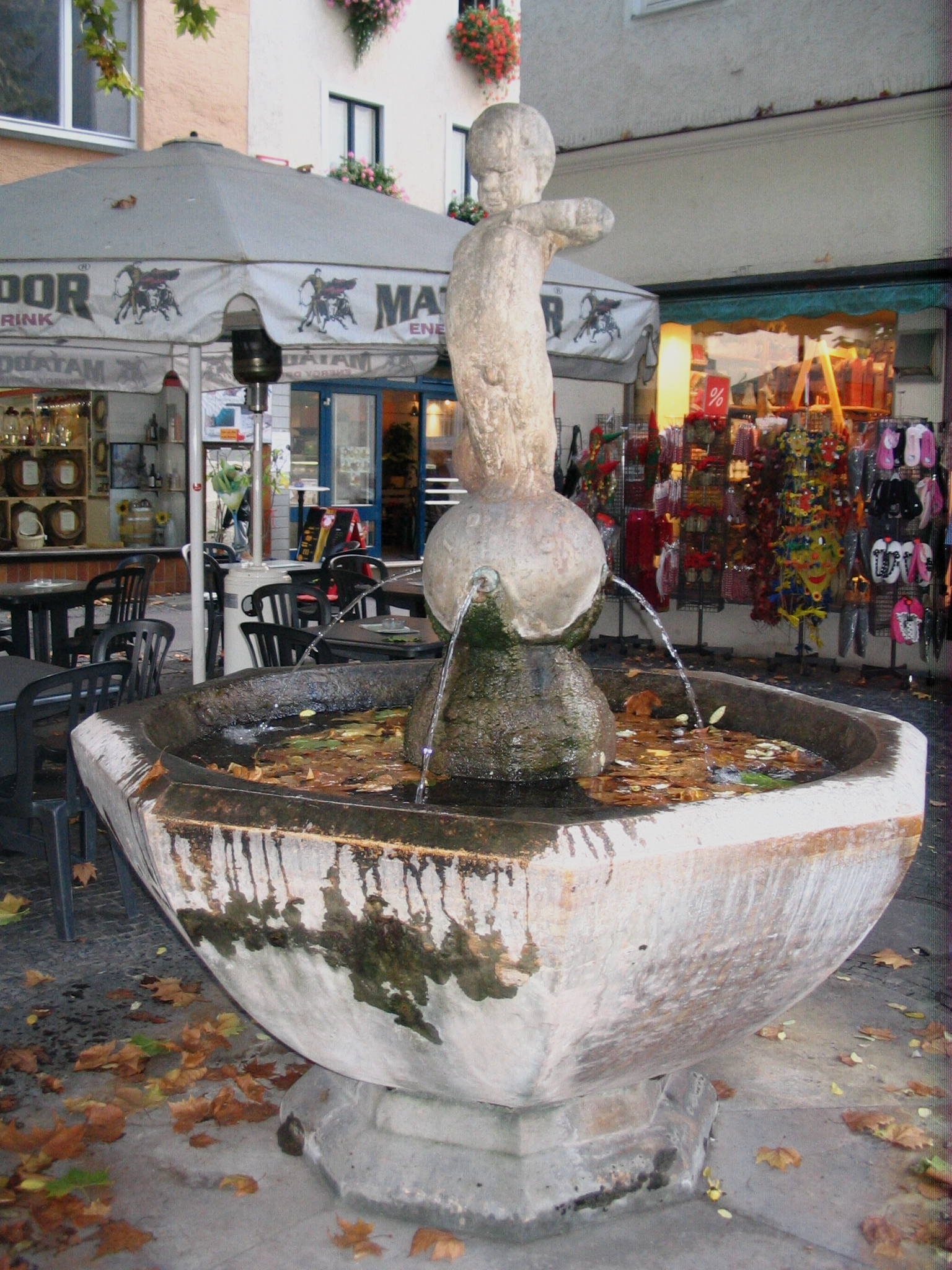
Der Erbsenbrunnen in Stuttgart-Bad Cannstatt

Der Erbsenbrunnen ist ein Brunnen in der Marktstraße in Stuttgart-Bad Cannstatt. Er wurde 1929 vom Bildhauer Fritz von Graevenitz (1892–1959) geschaffen. 

## Geschichte
Der Erbsenbrunnen wurde 1929 in der Marktstraße des Stuttgarter Stadtteils Bad Cannstatt errichtet. Zuvor hatte sich an dieser Stelle bereits ein älterer, eiserner Brunnen befunden. Der Brunnen trägt seinen Namen, weil sein Wasser ursprünglich eine geringe Wasserhärte hat und besonders gut zum Einweichen von Hülsenfrüchten wie Bohnen und Erbsen geeignet gewesen sein soll. Die Erbsenbrunnenquelle wurde bei der Neckarregulierung in den 1920er Jahren abgegraben. Heute führt er das Wasser der Kellerbrunnenquelle, die über eine Ringleitung auch die anderen Brunnen in der Altstadt speist. 
Modell für die Brunnenfigur des kleinen Jungen stand der Neffe von Fritz von Graevenitz, der spätere Bundespräsident Richard von Weizsäcker, so erinnert sich Weizsäcker im Jahr 1990 bei der Verleihung der Ehrenbürgerwürde der Stadt Stuttgart. Hier irrte sich von Weizsäcker, da er nach Erinnerung von Zeitzeugen für den Faunbrunnen (ebenfalls von Fritz von Graevenitz) Modell stand.
Nach dem Zweiten Weltkrieg wurde die bis dahin unversehrte Brunnenfigur in einem Fall von Vandalismus durch einen französischen Besatzungssoldaten zerstört. Deshalb wurde die Figur des Jungen 1948 von Fritz von Graevenitz neu geschaffen. In den Jahren 2000 und 2018 wurde der Erbsenbrunnen grundlegend saniert. Das aus ihm sprudelnde Mineralwasser ist trinkbar.

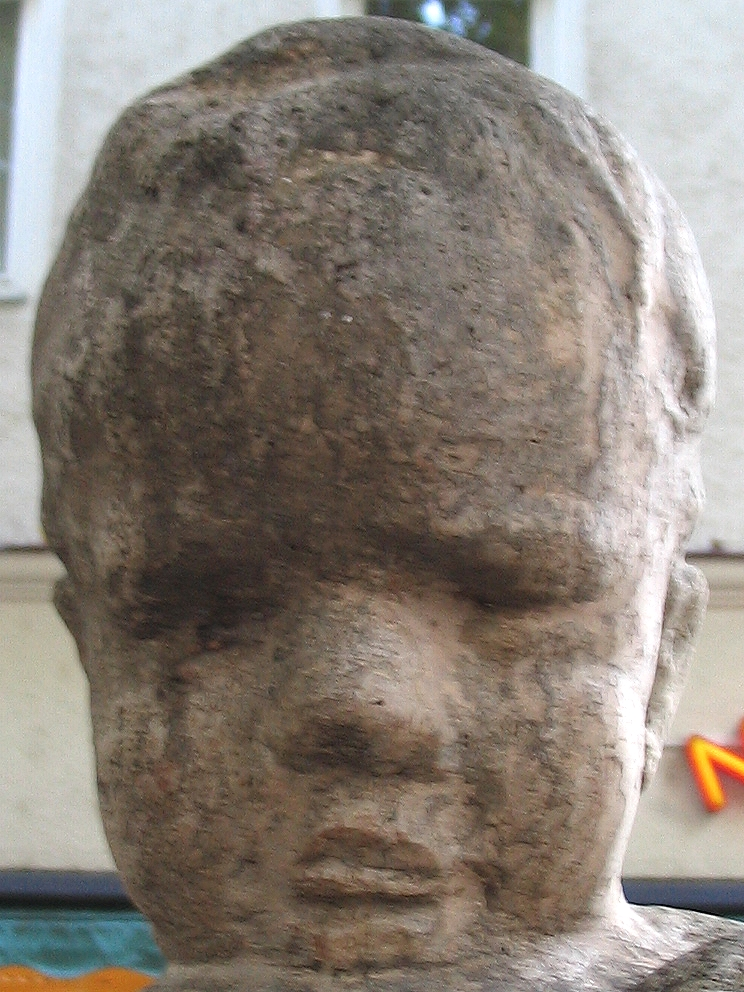
Der Kopf der Figur auf dem Erbsenbrunnen

## Aussehen
Der Erbsenbrunnen besteht aus gelbem Cannstatter Travertin. Er zeigt einen nackten, kleinen Jungen, der in stark aufrechter Haltung und mit durchgedrücktem Rücken dasteht und mit seinem linken Arm einen Wasserkrug hochhebt. Der Junge steht auf einer Kugel, die eine übergroße Erbse darstellt und die Zahl 1929 trägt. Aus der Kugel strömt Wasser durch vier kurze Rohre in ein darunter liegendes, sechseckiges Brunnenbecken. Der Krug und die Erbse spielen darauf an, dass hier früher Wasser zum Kochen geholt wurde. Die Zahl 1929 bezieht sich auf das Jahr, in dem der Brunnen ursprünglich errichtet wurde.

## Vandalismus im Juni 2024
Am späten Abend des 5. Juni 2024 wurde die Figur des Erbsenbrunnens schwer beschädigt. Die Polizei ermittelte, nachdem die Statue erheblichen Schaden erlitt und nur noch durch die Wasserschläuche gehalten wurde. Die Feuerwehr musste die beschädigte Figur entfernen.